# 36184 Pavelbozek
36184 Pavelbozek este o planetă minoră (asteroid) din centura de asteroizi. A fost descoperită pe 14 octombrie 1999 la Ondřejovská hvězdárna⁠(d) de Lenka Kotková⁠(d). 
Obiectul prezintă o orbită caracterizată de o semiaxă mare de 2,3880539 UAi, o excentricitate de 0,15, o înclinație de 0,41449 ° în raport cu ecliptica.